# Péter Lőrinczy
Péter Lőrinczy (ur. 18 kwietnia 1982 w Budapeszcie) – węgierski wioślarz.

## Osiągnięcia
- Mistrzostwa Świata Juniorów – Zagrzeb 2000 – czwórka podwójna – 18. miejsce[1].
- Mistrzostwa Świata – Gifu 2005 – jedynka wagi lekkiej – 10. miejsce[1].
- Mistrzostwa Europy – Brześć 2009 – czwórka bez sternika wagi lekkiej – 8. miejsce[1].